# Kaliwia Toriku
Kaliwia Toriku (gr. Καλύβια Θορικού) − miasto w Grecji, w regionie Attyka, w administracji zdecentralizowanej Attyka, w regionie Attyka, w jednostce regionalnej Attyka Wschodnia. Siedziba gminy Saronikos. W 2011 roku liczyło 14 424 mieszkańców. Ośrodek przemysłowy.